# Oleszno (gmina w województwie warszawskim)
Oleszno  (do 1868 i od 1930 Zaduszniki) – dawna gmina wiejska istniejąca w latach 1868–1930 w guberni płockiej/woj. warszawskim. Siedzibą władz gminy było Oleszno.
Gmina Oleszno powstała w 1868 roku za Królestwa Polskiego, w powiecie lipnowskim w guberni płockiej w związku z przemianowaniem gminy Zaduszniki na Oleszno.
W okresie międzywojennym gmina Oleszno należała do powiatu lipnowskiego w woj. warszawskim. 19 maja 1930 roku gminę przemianowano z powrotem na gmina Zaduszniki.